# Christophe Donner
Pour les articles homonymes, voir Donner et Quiniou.
Christophe Donner ou Chris Donner, né Christophe Quiniou à Paris le 4 juillet 1956, est un écrivain, journaliste, critique littéraire et cinéaste français.
Il est l'auteur d'une œuvre importante et variée et, notamment, de nombreux récits pour la jeunesse, publiés pour la plupart à l'École des loisirs. Il a également écrit un roman sous le pseudonyme d'Hélène Laurens.

## Biographie

### Famille
Dans son roman La France goy, il décrit les fréquentations antisémites de son arrière-grand-père, Henri Gosset, proche de Léon Daudet et Edgar Bérillon, fondateur de l’école de psychologie dont il devient professeur et trésorier. Après une enfance en banlieue parisienne, il fugue de chez son père à l'âge de 13 ans. Il se réfugie quelques mois chez des amis d'enfance en Corse (Jean et Pascal dans ses romans). Après sa rencontre avec Jean-Michel Barjol — de vingt-trois ans son aîné, avec qui il vit à cette époque —, Jim dans ses romans, il débute, sans diplôme, dans le cinéma comme acteur (dans What a Flash ! en 1972, de Jean-Michel Barjol, mais non crédité au générique). Ce dernier, ami avec Olivier Ricœur, qui est alors son assistant réalisateur, présente Christophe Donner au philosophe Paul Ricœur, chez qui celui-ci finira par s'installer. C'est là que Christophe Donner découvre la littérature et notamment Céline, ce qui lui donne envie d'écrire.

### Formation
Il se fait alors connaître par ses œuvres autobiographiques ou « autofictionnelles », et son premier roman Petit Joseph. Il apparaîtra de nouveau comme acteur dans le film Petit Joseph, adaptation de son roman également par Jean-Michel Barjol en 1982. Il est ensuite monteur. Il réalise également quelques courts et moyens métrages, dont Anatomie d'un miracle en 1999.
Christophe Donner se brouille avec Paul Ricœur après la sortie de son livre L'Esprit de vengeance (1992), qui met également en scène son grand-père maternel Jean Gosset et dans lequel il évoque le suicide d'Olivier Ricœur ; il revient sur cette rupture dans Ma vie tropicale. Dans Mon oncle, il met en scène le personnage de son oncle, l'arbitre de football Joël Quiniou. Il règle ses comptes avec une mère psychanalyste et un père communiste dans L'Empire de la morale (2001).

### Carrière
Ses romans pour la jeunesse connaissent le succès sans susciter les polémiques de ses livres autobiographiques. Le désormais classique Les Lettres de mon petit frère (1992) a par exemple pour narrateur un petit garçon qui passe ses vacances en famille sans son grand frère, tout d'abord rejeté parce qu'il est homosexuel. L'auteur revendique une approche autobiographique de la littérature, qu’il défend dans son essai Contre l'imagination (1998).
Passionné de courses de chevaux, Christophe Donner a été chroniqueur hippique à France-Soir avant de fonder le magazine Of course en 2003. Titulaire d’une chronique hebdomadaire dans le Monde 2 puis dans M, le magazine du Monde, il fut aussi grand reporter pour le magazine Globe, ce qui l'a mené à beaucoup voyager, aux États-Unis, au Mexique (où il a vécu cinq ans), en Russie, en Afrique…
En 2007, il signe le livret de l'opéra de chambre de Marco-Antonio Perez-Ramirez, Rimbaud, la parole libérée,. Le compositeur signe également plusieurs pièces adaptées d'œuvres de Donner : le trio à cordes Les Synapses émotionnelles et Dérive, Quand je suis devenu fou, solo pour violoncelle.
En août 2007, il publie son roman Un roi sans lendemain dans lequel il évoque sa rencontre avec une journaliste et animatrice de télévision, avec laquelle il finira par se marier.

## Œuvres

### Littérature
- Petit Joseph, roman, Fayard, Paris, 1982
- M'en fous la mort, roman, Éditions Mazarine, Paris, 1986
- Trois minutes de soleil en plus, roman, Gallimard, coll. « Page blanche », Paris, 1987
- Le Chagrin d'un tigre, roman, Gallimard, coll. « Page blanche », Paris, 1988
- Giton, récit, Le Seuil, Paris, 1990
- Les Sentiments, roman, Le Seuil, 1990, 160 p.  (ISBN 2-02-012340-1)
- L'Europe mordue par un chien, roman, Seuil, coll. « Points », 1992
- L'Esprit de vengeance, roman, Grasset, Paris, 1992
- Les Maisons, roman, Grasset, Paris, 1993, 252 p.  (ISBN 2-246-48241-0)
- Mon oncle, roman, Grasset, 1994
- Mes débuts dans l’espionnage, roman, Fayard, 1996
- L'Édifice de la rupture, récit, Actes Sud, 1996
- Retour à Eden, roman, Grasset, 1996
- Mes débuts dans les courses, roman, Fayard, coll. « Libres », Paris, 1997, 144 p.  (ISBN 2-213-59700-6)
- Mes débuts à la télé, roman, Fayard, 1997, réédité en 2002
- Forme d'amour no 3 ou 4, roman, Grasset, 1997
- Quand je suis devenu fou, roman, Fayard, 1997
- Le Voile, le Visage, l'Âme, roman, Fayard, 1997[7]
- Contre l'imagination, essai, Fayard, 1998
- Ma Vie tropicale, roman, Grasset, Paris, 1999
- Le Décalogue, Stock, Paris, 2000, 338 p.  (ISBN 2-234-05298-X)
- L'Empire de la morale, roman, Grasset, Paris, 2001, 334 p.  (ISBN 2-246-59291-7)2001 : Prix de Flore et Choix Goncourt de la Pologne[8].
- Ainsi va le jeune loup au sang, roman, Grasset, Paris, 2003 Prix Jean-Freustié 2004[9].
- L'Influence de l'argent sur les histoires d'amour, roman, Grasset, Paris, 2004, 140 p.  (ISBN 2-246-65221-9)
- Bang ! Bang !, roman, Grasset, 2005
- Un roi sans lendemain, roman, Grasset, Paris, 2007 Portrait de Louis XVII et Jacques-René Hébert
- Libres Enfants, théâtre, Actes Sud, 2008
- 20.000 euros sur Ségo !, roman, Grasset, Paris, 2009 Chronique du congrès de Reims[10]
- Vivre encore un peu, roman, Grasset, Paris, 2011
- À quoi jouent les hommes, roman, Grasset, Paris, 2012
- Ready Cash, Actes Sud, Paris, 2014
- Quiconque exerce ce métier stupide mérite tout ce qui lui arrive : roman, Paris, Grasset, 2014, 299 p. (ISBN 978-2-246-80032-3) Livre inspiré de faits réels consacré aux producteurs et cinéastes Jean-Pierre Rassam, Claude Berri et Maurice Pialat dans les années 60 et 70
- L'Innocent : roman, Paris, Grasset, 2016, 209 p. (ISBN 978-2-246-86106-5)
- Sexe : roman, Paris, Grasset, 2018, 267 p. (ISBN 978-2-246-85468-5)
- Au clair de la lune : roman, Paris, Grasset, 2018, 268 p. (ISBN 978-2-246-81715-4)
- Quatre idiots en Syrie, roman, Paris, Grasset, 2019, 160 p.  (ISBN 978-2-246-82279-0)
- La France goy, Paris, Grasset, 2021, 512 p.  (ISBN 978-2-246-81713-0).
- Ce que faisait ma grand-mère à moitié nue sur le bureau du Général, Grasset, 2023, 304 p.  (ISBN 978-2-246-81321-7)

#### Ouvrages pour la jeunesse
- Le Secret d'État aux yeux verts, nouvelle, L'École des loisirs, coll. « Mouche », Paris, 1989
- Je mens, je respire, nouvelle, L'École des loisirs, coll. « Mouche », Paris, 1990
- Copain trop copain, nouvelle, L'École des loisirs, Paris, 1990
- Ma coquille, roman, L'École des loisirs, coll. « Médium », Paris, 1990
- Disparition d'une maîtresse, roman, L'École des loisirs, coll. « Neuf », Paris, 1990
- Le Piano blanc, conte, L'École des loisirs, Paris, 1990
- La Disparition d'une maîtresse, L'École des loisirs, coll. « Neuf », Paris, 1990
- Les Lettres de mon petit frère, L'École des loisirs, coll. « Neuf », Paris, 1991, 79 p.  (ISBN 2-211-03907-3)
- La Nouvelle Voiture de papa, L’École des loisirs, coll. « Mouche », Paris, 1991
- Mon dernier livre pour enfants, L’École des loisirs, coll. « Neuf », Paris, 1991
- African Prince, L'École des loisirs, coll. « Neuf », Paris, 1992
- Le cheval qui sourit, illustré par Philippe Dumas, L'École des loisirs, coll. « Mouche », Paris, 1992 Prix Sorcières 1993.
- Emilio ou la Petite Leçon de littérature, L'École des loisirs, coll. « Neuf », Paris, 1994
- Voilà comment j'ai fait fortune, L'École des loisirs, coll. « Neuf », Paris, 1995
- Le Trésor de Moctezuma, L'École des loisirs, coll. « Neuf », Paris, 1997
- Jean et Pascal, illustré par Ricardo Mosner, Grasset-Jeunesse, 1998
- Mon affreux papa, L'École des loisirs, coll. « Mouche », Paris, 1998, illustré par Alex Sanders (dans la catégorie « Trois chouettes » : premières histoires illustrées) Prix Bernard Versele 2000[11].
- Trois copines, L'École des loisirs, coll. « Mouche », Paris, 1998
- Je suis le chef de la révolution, L'École des loisirs, coll. « Neuf », Paris, 1998
- L'Histoire avec ma cousine, L'École des loisirs, coll. « Neuf », Paris, 1998
- Le Petit Décalogue (en dix volumes), Hachette Jeunesse, coll. « Côté Court », Paris, 2000
- Le Fils de la sorcière et du loup, Grasset-Jeunesse, 2000
- Tu te souviendras, Hachette-Jeunesse, coll. « Côté Court », Paris, 2000
- Le Plus Beau Cheval du monde, avec Yann Arthus-Bertrand, Chêne jeunesse, 2005
- Les Rêves de Pauline, L'École des loisirs, coll. « Mouche », Paris, 2008
- Tempête au haras, L'École des loisirs, coll. « Neuf », Paris, 2012 Le film a été adapté au cinéma par Christian Duguay, sous le titre de Tempête (film, 2022)(Nolita Pathé)
- Mes débuts dans l'art, L'École des loisirs, coll. « Médium », Paris, 2013
- le loup qui mangeait n'importe quoi, illustré par Manu Larcenet, Mango, 2013
- Le Trésor américain, L'École des loisirs, coll. « Neuf », Paris, 2015

### Beaux livres
- Passion Cheval, Les Trois Crayons, 26 mars 2012, 159 p. (ISBN 978-2-8399-0982-2), avec Hubert de Watrigant
- La Mode aux courses : Un siècle d'élégance – 1850-1950, Paris/Marseille, Liénard, juillet 2014, 255 p. (ISBN 978-2-35906-116-1), avec Christophe Dubois Rubio et Christine Germain-Donnat

### Polémiques
Le 7 novembre 2007, Christophe Donner accuse Franz-Olivier Giesbert d’« avoir manipulé » les délibérations du jury du prix Renaudot, accusation qu’il réitère avec force le 14 novembre 2007 dans le cadre d’une émission diffusée sur France Inter. Selon une dépêche de l'Agence France-Presse, c’est « à la surprise générale que les jurés du prix Renaudot ont attribué leur prix 2007 à Daniel Pennac, alors que le livre de ce dernier ne figurait pas sur la liste des ouvrages sélectionnés ». Le 16 novembre 2007, Christophe Donner refuse un prix attribué par Le Figaro Magazine (et accompagné d’un chèque de 8 000 euros). Son livre, Un roi sans lendemain, ne figurait pas dans la liste des ouvrages sélectionnés par le jury de ce prix. Selon les responsables du groupe de presse Le Figaro, il s’agissait simplement de « réparer l'injustice » commise lors de l'attribution du prix Renaudot 2007.
Le 11 septembre 2012, Donner apparaît de nouveau dans la liste pour le prix Renaudot pour son roman À quoi jouent les hommes. Il apparaît également dans la liste du prix Interallié le 25 septembre 2012.

## Filmographie

### Acteur
- 1972 : What a Flash! de Jean-Michel Barjol

### Acteur et scénariste
- 1982 : Petit Joseph de Jean-Michel Barjol

### Réalisateur
- Préfiguration d'un souvenir, 12 minutes, noir et blanc, 1987
- Juste avant Bir-Hakeim, 10 minutes, 1989
- Narcisse russe, 12 minutes, 1993
- Anatomie d'un miracle, 52 minutes, 1999
- Synapses émotionnelles, 4 minutes, 2001
- Gobernador : journal intime d'un triomphe, 90 minutes, 2005, BQHL Productions
- Formes d'amour, réunion de ses quatre premiers films, BQHL Productions
- H5N1 : ce qu'il faut savoir sur la grippe aviaire, documentaire, 52 minutes, 2006, BQHL Productions
- Adbulrahman Katanani, le lanceur de pierres, documentaire, 2014, BQHL Productions
- Ready Cash, l'étalon du siècle (39 minutes) 2016, DVD: BQHL Productions